# Robert McCullum
Robert L. McCullum (20 giugno 1954) è un allenatore di pallacanestro statunitense.

## Carriera
Ha guidato la Nigeria ai Campionati africani del 2007.